# Degré de transcendence
 (mars 2023).
En algèbre abstraite, le degré de transcendance d'une extension de corps L/K est une mesure assez grossière de la « taille » de l'extension. Plus précisément, il est défini comme la cardinalité maximale d'un sous-ensemble algébriquement indépendant de L sur K.
Un sous-ensemble S de L est une base de transcendance de L/K s'il est algébriquement indépendant sur K et si de plus L est une extension algébrique du corps K (S) (le corps obtenu en adjoignant les éléments de S à K). On peut montrer que chaque extension de corps a une base de transcendance, et que toutes les bases de transcendance ont la même cardinalité ; cette cardinalité est égale au degré de transcendance de l'extension et est notée trdegK L ou trdeg(L/K).
Si aucun corps K n'est spécifié, le degré de transcendance d'un corps L est son degré par rapport au corps premier de même caractéristique, c'est-à-dire le corps de nombres rationnels Q si L est de caractéristique 0 et le corps fini Fp si L est de caractéristique p.
L'extension de corps L/K est purement transcendantale s'il existe un sous-ensemble S de L algébriquement indépendant sur K et tel que L = K(S).

## Exemples
- Une extension est algébrique si et seulement si son degré de transcendance est 0 ; l'ensemble vide sert ici de base de transcendance.
- Le corps des fonctions rationnelles à n variables K (x1,..., xn) est une extension purement transcendantale de degré de transcendance n sur K ; on peut par exemple prendre {x1,..., xn} comme base de transcendance.
- Plus généralement, le degré de transcendance du corps de fonctions L d'une variété algébrique à n dimensions sur un corps fondamental K est n.
- Q (√2, e) a un degré de transcendance 1 sur Q car √2 est algébrique alors que e est transcendant.
- Le degré de transcendance de C ou R sur Q est la cardinalité du continu.
- Le degré de transcendance de Q (e, π) sur Q est soit 1 soit 2 ; la réponse précise est inconnue car on ne sait pas si e et π sont algébriquement indépendants.
- Si S est une surface de Riemann compacte, le corps C(S) des fonctions méromorphes sur S est de degré de transcendance 1 sur C.

## Analogie avec les dimensions d'espace vectoriel
Une analogie peut être faite en associant aux ensembles algébriquement indépendant des ensembles linéairement indépendant ; bases de transcendance avec bases ; et degré de transcendance avec dimension. Le fait que les bases de transcendance existent toujours (comme le fait que les bases existent toujours en algèbre linéaire) nécessite l'axiome de choix. La preuve que deux bases quelconques ont la même cardinalité dépend, dans chaque cadre, du lemme de Steinitz.
Cette analogie peut être rendue plus formelle, en observant que l'indépendance linéaire dans les espaces vectoriels et l'indépendance algébrique dans les extensions de champ forment toutes deux des exemples de matroïdes, appelés respectivement matroïdes linéaires et matroïdes algébriques. Ainsi, le degré de transcendance est la fonction de rang d'un matroïde algébrique. Chaque matroïde linéaire est isomorphe à un matroïde algébrique, mais pas l'inverse.

## Faits
Si M/L est une extension de corps et L/K est une autre extension de corps, alors le degré de transcendance de M / K est égal à la somme des degrés de transcendance de M/L et L/K. (En prenant l'union de telles bases de transcendance).

## Applications
Comme application, nous montrons qu'il existe (de nombreux) sous-corps propres du corps des nombres complexes C isomorphes à C. En effet, soit une base de transcendance S de C/Q. S est un ensemble infini (indénombrable), donc il existe des applications f : S → S injectives non surjectives. Toute application de ce type peut être étendue à un morphisme de corps Q(S) → Q(S) non surjectif. Un tel homomorphisme de champ peut à son tour être étendu à la clôture algébrique C, et les morphismes de corps résultants C → C ne sont pas surjectifs.
Le degré de transcendance peut donner une compréhension intuitive de la taille d'un corps. Par exemple, un théorème dû à Siegel stipule que si X est une variété complexe compacte, connexe de dimension n et que K(X) désigne le corps de fonctions méromorphes (définies globalement) sur celle-ci, alors trdegC(K(X)) ≤ n.